# Списак лангобардских племенских владара
Списак лангобардских племенских владара:
- Ибор и Ајо (крај III века н. е)
- Агелмунд (половина IV века н. е)
- Ламисо (крај IV века н. е)
- Хилдекок (почетак V века н. е)
- Гудеок (око 476)
- Клеф (око краја V века)
- Тато (сам крај V века- око 510 )

- 561 - 572 : Албоин (убијен)
- 572 - 574 : Клеф (убијен)
- 574 - 584 : анархија
- 584 - 590 : Аутари
- 590 - 616 : Агилулф
- 616 - 626 : Адалоалд
- 626 - 636 : Ариоалд
- 636 - 652 : Ротари
- 652 - 653 : Родоалд (убијен)
- 653 - 661 : Ариперт
- 661 - 662 : Партарит (убијен)
- 662 - 671 : Гримоалд
- 671 - 671 : Гарибалд (убијен)
- 671 - 688 : Партарит (убијен)
- 688 - 700 : Куниперт (убијен 678)
- 700 - 700 : Луитперт
- 700 - 701 : Рагинперт
- 701 - 701 : Ариперт II
- 701 - 702 : Луитперт (други мандат)
- 703 - 712 : Ариперт II (други мандат)
- 712 - 712 : Анспранд
- 712 - 744 : Лиутпранд
- 744 - 744 : Хилдепранд
- 744 - 749 : Рачис (абдицирао)
- 749 - 756 : Аистолф
- 756 - 757 : Рачис (други мандат)
- 757 - 774 : Дезидерије
  - 759 : Адалгис
- 774 : Карло Велики